# Вийер Котре
Вийѐр Котрѐ (на френски: Villers-Cotterêts) е град в Северна Франция. Разположен е в департамент Ен на регион О дьо Франс. Основан е през 1539 г. Отстои на около 80 км северно от Париж. Има жп гара на линията от Париж до Соасон. Обект на туризъм. Население 10 090 жители по данни от преброяването през 2007 г.

## Личности
Родени
- Александър Дюма - баща (1802-1870), френски писател
- Ив Ербе (р. 1945), френски футболист-национал